# 강민희 (여자 가수)
강민희(1991년 12월 29일 ~ )는 대한민국의 여자 가수이다. 2006년 텔레비전 드라마 《게임의 여왕》의 유영선 ＆ The Connexion이 부른 〈그래도 날 사랑하나요〉의 피처링으로 데뷔하였다. 2012년 미스에스의 새 멤버로 들어와 2016년까지 활동하였다.